# Atletica leggera ai Giochi della XXXI Olimpiade - 400 metri piani maschili

Video ufficiale della Finale

Ai Giochi della XXXI Olimpiade, che si sono tenuti a Rio de Janeiro nel 2016, la competizione dei 400 metri piani maschili si è svolta tra l'11 e il 14 agosto presso lo Stadio Nilton Santos.

## Presenze ed assenze dei campioni in carica
Per i campionati europei si considera l'edizione del 2014.
| Competizione             | Atleta            | Prestazione | Rio 2016 |
| ------------------------ | ----------------- | ----------- | -------- |
| Olimpiadi 2012           | Kirani James      | 43”94       | Presente |
| Commonwealth 2014        | Kirani James      | 44”24       | Presente |
| Europei 2014             | Martyn Rooney     | 44”71       | Presente |
| Asiatici 2014            | Yousef A. Masrahi | 44”66       | Squalif. |
| Panamericani 2015        | Luguelín Santos   | 44”56       | Presente |
| Africani 2015            | Isaac Makwala     | 44”35       | Presente |
| Mondiali 2015            | Wayde van Niekerk | 43"48       | Presente |
|                          |                   |             |          |
| Olimpiadi giovanili 2010 | Luguelín Santos   | 47”11       | Presente |
| Mondiali junior 2012     | Luguelín Santos   | 44”85       | Presente |

## La gara
Tutti i migliori passano il primo turno. Le tre semifinali sono vinte rispettivamente da Machel Cedenio (44”39) che batte campione del mondo Wayde van Niekerk (44”45), Bralon Taplin (44”44) e Kirani James, il campione di Londra 2012 (44”02) su LaShawn Merritt (44”21), il vincitore dei Trials USA. 
A Van Niekerk viene assegnata l'ottava corsia. Tutti gli otto finalisti hanno corso in meno di 44”50.

Wayde Van Niekerk entra nella storia battendo il record del mondo di Michael Johnson (43”18 nel 1999). Vince con un distacco di ben 73 centesimi sul secondo classificato, Kirani James. Terzo lo statunitense Merritt.

Oltre al record mondiale, sono stati stabiliti i migliori tempi assoluti per le posizioni dalla quarta (44”01) all'ottava (44”61).
I parziali di Van Niekerk (non ufficiali) sono: 10”7 (ai 100 metri), 20”5 (a metà gara) e 31”0 (ai 300 metri).

Alla fine dell'anno il record mondiale di Van Niekerk verrà premiato come migliore prestazione maschile del 2016.

## Risultati

### Batterie
Qualificazione: i primi tre di ogni batteria (Q) e i 3 successivi migliori tempi (q).

#### Batteria 1
| Posizione | Corsia | Nome                   | Nazionalità       | Tempo | Note |
| --------- | ------ | ---------------------- | ----------------- | ----- | ---- |
| 1         | 2      | Machel Cedenio         | Trinidad e Tobago | 44"98 | Q    |
| 2         | 7      | Gil Roberts            | Stati Uniti       | 45"27 | Q    |
| 3         | 4      | Yoandys Lescay         | Cuba              | 45"36 | Q    |
| 4         | 6      | Fitzroy Dunkley        | Giamaica          | 45"66 |      |
| 5         | 3      | Kévin Borlée           | Belgio            | 45"90 |      |
| 6         | 5      | Alberth Bravo          | Venezuela         | 46"15 |      |
| 7         | 1      | Alex Lerionka Sampao   | Kenya             | 46"62 |      |
| 8         | 8      | Ousseini Djibo Idrissa | Niger             | 50"06 |      |

#### Batteria 2
| Posizione | Corsia | Nome           | Nazionalità | Tempo  | Note    |
| --------- | ------ | -------------- | ----------- | ------ | ------- |
| 1         | 4      | Bralon Taplin  | Grenada     | 45"15  | Q       |
| 2         | 2      | Nery Brenes    | Costa Rica  | 45"53  | Q       |
| 3         | 7      | Karabo Sibanda | Botswana    | 45"56  | Q       |
| 4         | 1      | Matteo Galvan  | Italia      | 46"07  |         |
| 5         | 3      | Raymond Kibet  | Kenya       | 46"15  |         |
| 6         | 6      | Mehboob Ali    | Pakistan    | 48"37  |         |
| 7         | 8      | Bachir Mahamat | Ciad        | 48"59  |         |
| –         | 5      | Anas Beshr     | Egitto      | Squal. | R163.3a |

#### Batteria 3
| Posizione | Corsia | Nome                     | Nazionalità               | Tempo  | Note    |
| --------- | ------ | ------------------------ | ------------------------- | ------ | ------- |
| 1         | 7      | Wayde van Niekerk        | Sudafrica                 | 45"26  | Q       |
| 2         | 2      | Luguelín Santos          | Rep. Dominicana           | 45"61  | Q       |
| 3         | 8      | Javon Francis            | Giamaica                  | 45"88  | Q       |
| 4         | 6      | Jonathan Borlée          | Belgio                    | 46"01  |         |
| 5         | 3      | Alphas Kishoyian         | Kenya                     | 46"74  |         |
| 6         | 5      | Brandon Valentine-Parris | Saint Vincent e Grenadine | 47"62  |         |
| –         | 4      | Alonzo Russell           | Bahamas                   | Squal. | R163.3a |

#### Batteria 4
| Posizione | Corsia | Nome             | Nazionalità               | Tempo | Note                                     |
| --------- | ------ | ---------------- | ------------------------- | ----- | ---------------------------------------- |
| 1         | 5      | Lalonde Gordon   | Trinidad e Tobago         | 45"24 | Q                                        |
| 2         | 4      | Luka Janežič     | Slovenia                  | 45"33 | Q                                        |
| 3         | 6      | Baboloki Thebe   | Botswana                  | 45"41 | Q                                        |
| 4         | 1      | Chris Brown      | Bahamas                   | 45"56 | Miglior prestazione personale stagionale |
| 5         | 2      | Martyn Rooney    | Gran Bretagna             | 45"60 |                                          |
| 6         | 7      | Julian Walsh     | Giappone                  | 46"37 |                                          |
| 7         | 8      | Gustavo Cuesta   | Rep. Dominicana           | 46"92 |                                          |
| 8         | 3      | James Chiengjiek | Atleti Olimpici Rifugiati | 52"89 |                                          |

#### Batteria 5
| Posizione | Corsia | Nome               | Nazionalità       | Tempo | Note |
| --------- | ------ | ------------------ | ----------------- | ----- | ---- |
| 1         | 8      | LaShawn Merritt    | Stati Uniti       | 45"28 | Q    |
| 2         | 3      | Abdelalelah Haroun | Qatar             | 45"76 | Q    |
| 3         | 6      | Isaac Makwala      | Botswana          | 45"91 | Q    |
| 4         | 2      | Vitaliy Butrym     | Ucraina           | 45"92 |      |
| 5         | 4      | Donald Sanford     | Israele           | 46"06 |      |
| 6         | 5      | Deon Lendore       | Trinidad e Tobago | 46"15 |      |
| 7         | 7      | Hederson Estefani  | Brasile           | 46"68 |      |

#### Batteria 6
| Posizione | Corsia | Nome                 | Nazionalità   | Tempo  | Note    |
| --------- | ------ | -------------------- | ------------- | ------ | ------- |
| 1         | 6      | Kirani James         | Grenada       | 44"93  | Q       |
| 2         | 5      | Rusheen McDonald     | Giamaica      | 45"22  | Q       |
| 3         | 2      | Matthew Hudson-Smith | Gran Bretagna | 45"26  | Q       |
| 4         | 3      | David Verburg        | Stati Uniti   | 45"48  | q       |
| 5         | 7      | Winston George       | Guyana        | 45"77  |         |
| 6         | 8      | Diego Palomeque      | Colombia      | 46"48  |         |
| –         | 4      | Abbas Abubakar Abbas | Bahrein       | Squal. | R163.3a |

#### Batteria 7
| Posizione | Corsia | Nome                | Nazionalità | Tempo | Note                                     |
| --------- | ------ | ------------------- | ----------- | ----- | ---------------------------------------- |
| 1         | 7      | Ali Khamis Khamis   | Bahrein     | 45"12 | Q                                        |
| 2         | 1      | Steven Gardiner     | Bahamas     | 45"24 | Q                                        |
| 3         | 8      | Liemarvin Bonevacia | Paesi Bassi | 45"49 | Q                                        |
| 4         | 5      | Rafał Omelko        | Polonia     | 45"54 | q                                        |
| 5         | 4      | Pavel Maslák        | Rep. Ceca   | 45"54 | q                                        |
| 6         | 6      | Mohammad Anas       | India       | 45"95 |                                          |
| 7         | 2      | Orukpe Erayokan     | Nigeria     | 47"42 | Miglior prestazione personale stagionale |
| 8         | 3      | Yuzo Kanemaru       | Giappone    | 48"38 |                                          |

### Semifinali
Qualificazione: i primi due di ogni semifinale (Q) e i 2 seguenti migliori tempi (q).

#### Semifinale 1
| Posizione | Corsia | Nome                | Nazionalità       | Tempo | Note                                     |
| --------- | ------ | ------------------- | ----------------- | ----- | ---------------------------------------- |
| 1         | 4      | Kirani James        | Grenada           | 44"02 | Q                                        |
| 2         | 6      | LaShawn Merritt     | Stati Uniti       | 44"21 | Q                                        |
| 3         | 2      | Karabo Sibanda      | Botswana          | 44"47 | q                                        |
| 4         | 7      | Luguelín Santos     | Rep. Dominicana   | 44"71 | Miglior prestazione personale stagionale |
| 5         | 1      | Javon Francis       | Giamaica          | 44"96 |                                          |
| 6         | 5      | Nery Brenes         | Costa Rica        | 45"02 |                                          |
| 7         | 8      | Liemarvin Bonevacia | Paesi Bassi       | 45"03 | Miglior prestazione personale stagionale |
| 8         | 3      | Lalonde Gordon      | Trinidad e Tobago | 45"13 |                                          |

#### Semifinale 2
| Posizione | Corsia | Nome               | Nazionalità       | Tempo | Note                                     |
| --------- | ------ | ------------------ | ----------------- | ----- | ---------------------------------------- |
| 1         | 5      | Machel Cedenio     | Trinidad e Tobago | 44"39 | Q                                        |
| 2         | 3      | Wayde van Niekerk  | Sudafrica         | 44"45 | Q                                        |
| 3         | 2      | Pavel Maslák       | Rep. Ceca         | 45"06 | Miglior prestazione personale stagionale |
| 4         | 6      | Luka Janežič       | Slovenia          | 45"07 | Record nazionale                         |
| 5         | 1      | David Verburg      | Stati Uniti       | 45"61 |                                          |
| 6         | 4      | Rusheen McDonald   | Giamaica          | 46"12 |                                          |
| 7         | 7      | Abdelalelah Haroun | Qatar             | 46"66 |                                          |
| –         | 8      | Baboloki Thebe     | Botswana          |       | NP                                       |

#### Semifinale 3
| Posizione | Corsia | Nome                 | Nazionalità   | Tempo | Note                                     |
| --------- | ------ | -------------------- | ------------- | ----- | ---------------------------------------- |
| 1         | 6      | Bralon Taplin        | Grenada       | 44"44 | Q                                        |
| 2         | 8      | Matthew Hudson-Smith | Gran Bretagna | 44"48 | Q                                        |
| 3         | 3      | Ali Khamis Khamis    | Bahrein       | 44"49 | q                                        |
| 4         | 4      | Gil Roberts          | Stati Uniti   | 44"65 | Miglior prestazione personale stagionale |
| 5         | 5      | Steven Gardiner      | Bahamas       | 44"72 |                                          |
| 6         | 7      | Yoandys Lescay       | Cuba          | 45"00 | Miglior prestazione personale            |
| 7         | 2      | Rafał Omelko         | Polonia       | 45"28 |                                          |
| 8         | 1      | Isaac Makwala        | Botswana      | 46"60 |                                          |

### Finale
| Record mondiale      | Michael Johnson | 43"18 | Siviglia | 26 agosto 1999 |
| Record olimpico      | Michael Johnson | 43"49 | Atlanta  | 29 luglio 1996 |
| Capolista stagionale | LaShawn Merritt | 43"97 | Eugene   | 3 luglio 2016  |

Domenica 14 agosto, ore 22:00.
| Pos.    | Corsia | Atleta               | Età | Nazione           | Tempo | Note                          |
| ------- | ------ | -------------------- | --- | ----------------- | ----- | ----------------------------- |
| Oro     | 8      | Wayde van Niekerk    | 24  | Sudafrica         | 43"03 | Record mondiale               |
| Argento | 6      | Kirani James         | 24  | Grenada           | 43"76 |                               |
| Bronzo  | 5      | LaShawn Merritt      | 30  | Stati Uniti       | 43"85 |                               |
| 4       | 3      | Machel Cedenio       | 21  | Trinidad e Tobago | 44"01 | Record nazionale              |
| 5       | 1      | Karabo Sibanda       | 18  | Botswana          | 44"25 | Miglior prestazione personale |
| 6       | 2      | Ali Khamis Khamis    | 21  | Bahrein           | 44"36 | Record nazionale              |
| 7       | 4      | Bralon Taplin        | 24  | Grenada           | 44"45 |                               |
| 8       | 7      | Matthew Hudson-Smith | 22  | Gran Bretagna     | 44"61 |                               |